# Gentilés de France R
Pour un article plus général, voir Gentilés de France.
Gentilés des communes françaises par ordre alphabétique
- A
- B
- C
- D
- E
- F
- G
- H
- I
- J
- K
- L
- M
- N
- O
- P
- Q
- R
- S
- T
- U
- V
- W
- X
- Y
- Z

- Rablay-sur-Layon : Rablayens
- Rambouillet : Rambolitains
- Île de Ré : Rétais
- Reims : Rémois, Rémoise
- Le Relecq-Kerhuon : Relecquois-Kerhorres
- Remiremont : Romarimontains
- Rennes : Rennais
- Rezé : Rezéens
- La Ricamarie : Ricamandois
- Riom : Riomois, Riomoises
- Rive-de-Gier : Ripagériens
- Roanne : Roannais
- Roche-la-Molière : Rouchons
- La Rochelle : Rochelais
- Rodez : Ruthénois
- Romagne: Romagnons
- Rombas : Rombasien, Rombasienne ; adjectif : rombasien, rombasienne
- Roquefort  (voir homonymies)
- Roscoff : Roscovites
- Roubaix : Roubaisiens
- Rouen : Rouennais
- Royan : Royannais
- Rueil-Malmaison : Rueillois

## Pour approfondir